# ميقونة زاحفة
ميقونة زاحفة (الاسم العلمي: Mucuna reptans) هي نوع من النباتات تتبع جنس الميقونة من الفصيلة البقولية.